# Pop Team Epic
Pop Team Epic (ポプテピピック, Poputepipikku) é uma webcomic yonkoma de humor absurdo e mangá digital japonês escrito e ilustrado por Bkub Okawa (alternativamente romanizado como "Bukubu Okawa"), que começou a ser serializado no sítio Manga Life Win, de Takeshobo, em agosto de 2014. Takeshobo lançou sete volumes no Japão. O mangá é licenciado na América do Norte pela Vertical.

## Sinopse
O mangá narra as desventuras de duas meninas de quatorze anos chamadas Popuko e Pipimi, que dão de cara com uma variedade de situações mundanas e bizarras e respondem a elas de maneiras igualmente bizarras e exageradas. O mangá é conhecido por suas frequentes paródias da cultura popular e sua combinação de surrealismo, absurdo e non sequitur, todos os quais contribuíram para o desenvolvimento de um culto a seguir entre o público japonês e ocidental. Uma adaptação para anime da série de televisão animada por Kamikaze Douga e produzida pela King Records foi ao ar entre janeiro e março de 2018; dois episódios adicionais ao ar em abril de 2019.

## Mídia

### Mangá
Pop Team Epic é escrito e ilustrado por Bkub Okawa, anteriormente conhecido por seus trabalhos dōjinshi baseados na série de jogos Touhou Project. A série foi serializada no sítio Manga Life Win, da Takeshobo, entre 29 de agosto de 2014 e 7 de novembro de 2015. O primeiro volume tankōbon foi lançado em 7 de dezembro de 2015. Okawa lançou a "segunda temporada" no sítio Manga Life Win entre 18 de fevereiro de 2016 e 30 de abril de 2017. O segundo volume foi lançado em 7 de junho de 2017. Uma "terceira temporada" começou no sítio Manga Life Win em 10 de outubro de 2017. O mangá é licenciado na América do Norte pela Vertical, que começou a lançar a série em outubro de 2018. Uma antologia cômica baseada no mangá ficcional de Hoshiiro Girldrop apresentado na série foi lançada em 9 de janeiro de 2018.

### Anime
Uma adaptação para anime foi anunciada em 2 de abril de 2017. Foi inicialmente provocado como uma adaptação de Hoshiiro Girldrop no dia da mentira de 2017. O anime apresenta animação de Kamikaze Douga e produção da King Records, e é dirigido por Jun Aoki e Aoi Umeki. A série foi ao ar com doze episódios entre 7 de janeiro e 25 de março de 2018, após um atraso de outubro de 2017 devido a um "erro da King Records". Um especial de televisão foi transmitido em 1 de abril de 2019, que consiste nos episódios treze e quatorze.
Após o mangá de origem, o anime assume a forma de um show de paródia animado, apresentando numerosos esquetes tipicamente desconexos de comprimentos variados; enquanto alguns desses curtas são adaptados das histórias em quadrinhos originais, a maioria delas são criações originais. Os vários curtas mostram coletivamente uma variedade de estilos de animação, na maioria das vezes CGI, animação 2D de aparência profissional e animação idiossincrática do Team AC (AC部, AC-bu). Cada episódio de meia hora apresenta dois segmentos quase idênticos de quinze minutos, cada um contendo diferentes dubladores e outras diferenças sutis.
O tema de abertura dos episódios 2-10 é "Pop Team Epic" de Sumire Uesaka, enquanto o tema final intitulado "Poppy Pappy Day" é cantado por Popuko (Yui Makino/Kenji Akabane (eps. 1-6), Hiromi Igarashi/Toshiki Masuda (eps. 8–9, 11)) e Pipimi (Yui Watanabe/Shunsuke Takeuchi (eps. 1-6), Rei Matsuzaki/Wataru Hatano (eps. 8–9, 11)), com Shouta Aoi cantando o tema do episódio doze) O tema final do episódio 10 é "Jinsei" (人生, lit. life), também pelas duplas Igarashi/Matsuzaki e Masuda/Hatano. O tema de abertura do episódio um, que abriu com um segmento Hoshiiro Girldrop, é "Twinkling Star", de Drop Stars (Yui Ogura, Inori Minase e Uesaka). O episódio doze usou as músicas clássicas Night on Bald Mountain e Dies Irae em seu enredo. O tema de abertura da primeira metade do especial é "last sparkle", de Uesaka, enquanto a segunda metade usa o tema de abertura, "Pretty candle star" de Drop Stars (Ogura, Minase e Uesaka) na primeira parte e Shunsuke Itakura e Tōru Adachi, do Team AC, na segunda parte. A música de abertura e o tema final da primeiro parte são "Popuko ni Sauce" (ポプ子にソース, lit. "Molho para Popuko") e "Fûsen Hikô" (風船飛行, lit. "Voo de Balão"), respectivamente; ambos são cantados por Popuko (Yuka Ozaki/Kent Ito) e Pipimi (Aya Uchida/Ryuichi Kijima). A música de abertura para a segunda parte é "Bansaku neender", cantada pelas duplas Ozaki/Uchida e Ito/Kijima, com Shouta Aoi cantando sua versão do tema final "Fūsen Hikō" (風船飛行, lit. "Voo de Balão"), bem como seu próprio tema final, "AOI Traveler".
A Sentai Filmworks transmitiu a série no Hidive. Crunchyroll transmitiu a série em todo o mundo fora da Ásia. A Funimation transmitiu a versão dublada em inglês nos territórios de língua inglesa enquanto ela foi ao ar; Funimation também adquiriu os direitos de lançar o anime em home video na América do Norte. A Funimation também transmitiu a série no Toonami do Adult Swim a partir de 30 de junho de 2018. Na Austrália e Nova Zelândia, a série foi transmitida no AnimeLab. A Aniplus Asia transmitiu a série no sudeste da Ásia. A série ficou disponível no Netflix em fevereiro de 2020, no que era originalmente episódios de onze minutos. Foi substituído pelo formato original de meia hora devido a reclamações dos usuários.